# Sébastien Wüthrich
Sébastien Wüthrich (sinh ngày 29 tháng 5 năm 1990) là một cầu thủ bóng đá người Thụy Sĩ thi đấu ở vị trí tiền vệ cho Servette FC tại Giải bóng đá vô địch quốc gia Thụy Sĩ. Anh thi đấu quốc tế cho U-21 Thụy Sĩ.